# Town of Salem
Town of Salem — багатокористувацька відеогра з елементами соціальної дедукції та стратегії. Гру розробила та видала інді-студія BlankMediaGames. Гра вийшла 15 грудня 2014 року. Ранні альфа та бета-версії гри були безкоштовними та доступними в браузері. 14 жовтня 2018 року, гра вийшла на платформах iOS та Android після успішної тривалої кампанії збору коштів на Kickstarter.
Town of Salem є найбільшою онлайн-платформою для гри в «Мафію» (англ. Werewolf). Станом на червень 2017 року, у грі було більше ніж 5 мільйонів зареєстрованих гравців.
Town of Salem 2 була анонсована 23 квітня 2023 року. Продовження вийшло у ранньому доступі Steam 26 травня 2023 року, та вийшло у реліз, разом із безкоштовною демоверсією 26 липня 2023 року.

## Сприйняття
У 2020 році, PC Gamer назвали Town of Salem однією з найкращих безкоштовних браузерних ігор. Вони пишуть, що правила гри складно пояснити, але легко зрозуміти. Мет Кокс з Rock, Paper, Shotgun сказав, що Town of Salem це «онлайнова гра з прихованими ролями без друзів, без очей і з цілою купою іншої маячні.» Кокс розкритикував гру за надмірну заплутаність, та написав, що гра «відчувається пустою» через брак безпосередньої взаємодії.